# Srbeč
Srbeč (deutsch Serbetsch) ist eine Gemeinde im Okres Rakovník im Středočeský kraj in Tschechien. Sie liegt etwa 3 km östlich von Bdín und etwa 40 km nordwestlich von Prag und grenzt unmittelbar am Okres Kladno.

## Geographie

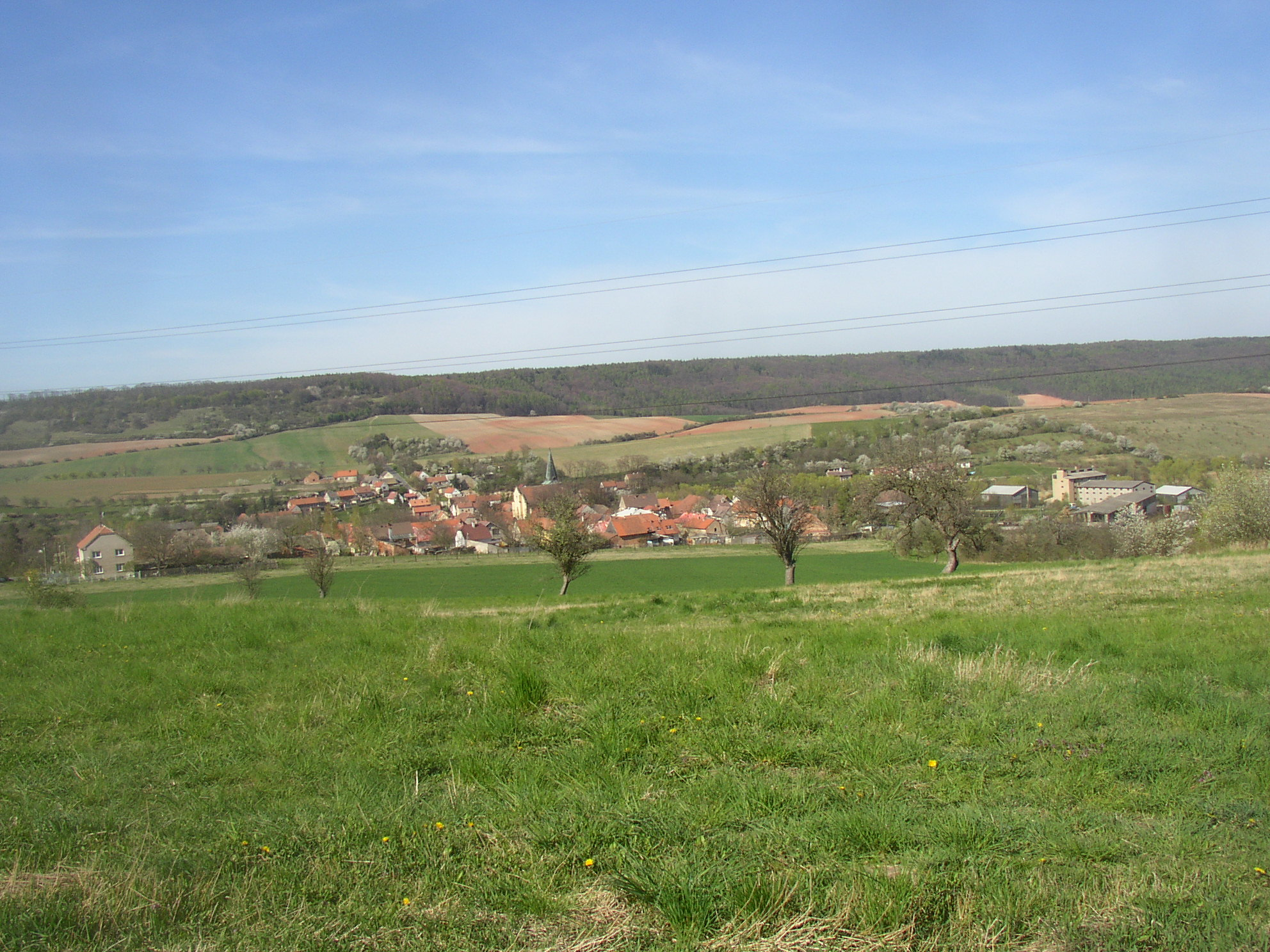
Srbeč aus südlicher Richtung

Srbeč befindet sich in dem zum Džbán (Krugwald) gehörigen Hügelland Řevničovská pahorkatina im Naturpark Džbán. Das Dorf liegt im Tal des Baches Bakovský potok. Gegen Norden erstreckt sich das Waldgebiet Bílichovský les, südlich der Pozdeňský les. Westlich des Dorfes liegt der Teich Hájkovský rybník, östlich der Spálený rybník, Dubový rybník und der Babínec. Nordöstlich erhebt sich der Okrouhlík (420 m), im Osten die Rovina (442 m), südöstlich die Šibenice (447 m), im Südwesten der Tok (483 m) und westlich die Vošková (469 m). Durch Srbeč führt die Staatsstraße II/237 zwischen Nové Strašecí und Libochovice.
Nachbarorte sind Hvížďalka, Zichovecká Myslivna, Hříškov und Žerotín im Norden, Bílichov, Malý Bílichov, Líský und Hřešice im Nordosten, Duhová Chaloupka, Spálený Mlýn, Ostrov-Bor, Jedomělice, Hlína, Hvězda, Myslivárna, Halda und Čanovice im Osten, Pod Lipou, Malíkovice, Ostrov, Martinice, Drnek und Háj im Südosten, Mšec, Pilský Mlýn und Třtice im Süden, Řevničov, Tok und Bdín im Südwesten, Přerubenice und Pochvalov im Westen sowie Milý, Stráň und Bor im Nordwesten.

## Geschichte
Die erste schriftliche Erwähnung des Hofes Sorobecz erfolgte 1227 in einer päpstlichen Bestätigungsurkunde Gregors IX. als Besitz des Klosters St. Georg auf der Prager Burg. Später bildete sich um den Hof das gleichnamige Dorf heraus, von dem die ortsansässige Vladikenfamilie einen Anteil hielt. Die älteste Nachricht über eine Pfarrei in Sohrobeč stammt aus dem Jahre 1364, als der Mělníker Probst Johann von Landstein einen Pfarrer präsentierte. Im Jahre 1420 besaß Plichta von Žerotín einen Anteil des Dorfes. Während der Hussitenkriege fiel der klösterliche Anteil Kalixtinern zu.
Ab 1459 besaß Wilhelm von Ilburg den Hof. Seit dem 15. Jahrhundert ist eine Feste nachweisbar. Im Jahre 1475 führten Heinrich Mičan von Klinstein und Zbyněk Kolowrat-Kornhauzský auf Kornhauz einen Rechtsstreit um ihre Besitzansprüche an Sohrobeč. Zu den nachfolgenden Besitzern des Gutes gehörte bis 1535 Albrecht von Schlick. 1562 wurde eine Mälzerei erwähnt, es ist anzunehmen, dass zu dieser Zeit auch schon eine Brauerei bestand. Von 1535 bis 1575 gehörte das Gut dem Ritter Getřich Reychl von Reych. Nach dessen Tode fiel ein Anteil des Gutes seiner Tochter Eva zu. Den anderen Teil erwarb Adam Hruška von Březno und ab 1581 dessen Söhne Hans, Adam und Karl. 1584 überschrieb Eva Reychl von Reych ihren Anteil ihrem zweiten Ehemann Matthias Stampach von Stampach. Der Hauptmann des Schlaner Kreises kaufte 1596 auch den Anteil der Brüder Hans, Adam und Karl Hruška von Březno auf und schlug ihn seiner Herrschaft Kornhaus zu. Da Matthias von Stampach kinderlos blieb, fiel die Herrschaft 1615 seinem Neffen Jan Rejchart zu. Dieser gehörte während des Ständeaufstands von 1618 dem Direktorium der Stände an. Nach der Schlacht am Weißen Berg wurde Jan Rejchart von Stampach zum Verlust der Hälfte seiner Güter verurteilt und die Herrschaft Kornhaus 1622 konfisziert.
1623 verpfändete die Hofkammer die Herrschaft zunächst an Elisabeth Popel von Lobkowicz. Im selben Jahre wurde Kornhaus gegen eine Schuld von 87.932 Schock Meißnischen Groschen an Wratislaw Reichsgraf von Fürstenberg, Heiligenberg und Werdenberg überschrieben, wobei sich Kaiser Ferdinand II. das Jagdrecht selbst vorbehielt. Jan Rejchart von Stampach, der nach dem Erlass der Verneuerten Landesordnung 1628 nach Annaberg emigriert war, kehrte 1631 mit einem kursächsischen Heer nach Böhmen zurück und bemächtigte sich seines früheren Besitzes. Er wurde wieder aus Böhmen vertrieben und verlor 1634 wegen seiner Invasion auch die ihn verbliebenen böhmischen Güter. Wratislaw von Fürstenberg konzentrierte die Braurechte in seiner Herrschaft auf die Brauerei Kornhaus und ließ die an der Stelle des heutigen Hauses Nr. 3 am Badeteich gelegene Srbečer Brauerei stilllegen. Nach dem Tode Wratislaws von Fürstenberg erbte 1634 seine Witwe Lavinia Gonzaga von Novellara die Herrschaft. Nachdem diese in zweiter Ehe Otto Friedrich von Harrach geheiratet hatte, brach zwischen den Grafen von Fürstenberg und Otto Friedrich von Harrach ein Erbstreit aus. Bei dessen Beilegung wurde die Herrschaft Kornhaus 1639 den aus der Ehe mit Lavinia Gonzaga stammenden Kindern Wratislaws zugesprochen. Nachdem Franz Wratislaw von Fürstenberg 1641 im Alter von zehn Jahren verstorben war, fiel das Erbe seiner Schwester Marie Eleonore Katharina, verheiratete Reichsgräfin von Hohenems zu. Eleonore Katharina von Hohenems verkaufte 1662 die Herrschaft Kornhaus zusammen mit dem Fürstenbergischen Haus am Hradschin für 60.000 Gulden an Johann Adolf von Schwarzenberg. Der Hauptmann der Herrschaft Kornhaus, Elias Heidelberger von Heidelberg, ließ 1681 für die Herrschaft Kornhaus ein Urbar anlegen. Nachdem 1681 die Kirche und das Pfarrhaus in Kornhaus niedergebrannt waren, wurde die Pfarrei Kornhaus nach Srbeč verlegt. 1683 erbte Ferdinand zu Schwarzenberg die Herrschaft. Ihm folgten 1703 Adam Franz zu Schwarzenberg und ab 1732 dessen Sohn Joseph I. zu Schwarzenberg, der 1780 die Herrschaft Kornhaus zum Familienfideikommiss erhob.
Der herrschaftliche Fasangarten bei Srbeč wurde 1727 aufgelöst. In der Mitte des 18. Jahrhunderts ist im Theresianischen Kataster eine Brauerei ohne Ortsangabe mit einer Jahresproduktion von ca. 1700 Hektolitern aufgeführt, vermutlich handelt es sich um die Brauereien in Kornhaus. Im Jahre 1759 wurde die Pfarrei von Srbeč nach Kornhaus zurückverlegt. 1787 ließ Kaiser Joseph II. in Srbeč eine Lokalie einrichten.
Nachfolgende Besitzer waren ab 1782 Johann I. zu Schwarzenberg, ab 1789 Joseph II. zu Schwarzenberg und ab 1833 dessen ältester Sohn und Fideikommisserbe Johann Adolf II. zu Schwarzenberg. Nachdem beim Kornhauser Stadtbrand von 1811 auch die Brauerei zerstört worden war, wurde auf dem Gelände des Meierhofes Srbeč an der Stelle des heutigen Hauses Nr. 39 eine neue Brauerei mit einer Jahresproduktion von 4000 Hektolitern errichtet. Der Bierkeller wurde wahrscheinlich im Sandstein hinter dem Haus Nr. 49 ausgehauen.
Im Jahre 1843 bestand Srbeč aus 52 Häusern mit 436 Einwohnern. Unter herrschaftlichen Patronat standen die Lokalkirche zum Apostel Jakobus, das Lokalistenhaus und die Schule. Außerdem gab es im Ort einen obrigkeitlichen Meierhof, ein dominikales Bräuhaus und ein dominikales Jägerhaus. Abseits lagen die Brandmühle (Spálený Mlýn), die Haikermühle, die Hřessitzer Mühle, ein Fischknechtshaus und die öffentliche Kapelle zur hl. Dreifaltigkeit, in der dreimal jährlich ein großer Gottesdienst gehalten wurde. Das Srbečer Revier, eines der vier herrschaftlichen Kornhauser Forstreviere, bewirtschaftete eine überwiegend aus Nadelholz bestehende Waldfläche von 851 Joch 1511 Quadratklafter; der Srbečer Revierjäger versah zugleich auch das Horeschowitzer Revier. Srbeč war Pfarrort für Bdin, Milay, Kaliwod, Přerubenitz und Dutschitz (Dučice). Bis zur Mitte des 19. Jahrhunderts blieb Srbeč der Fideikommissherrschaft Kornhaus mit Kaunowa untertänig.
Nach der Aufhebung der Patrimonialherrschaften bildeten Srbeč ab 1850 eine Gemeinde im Bezirk Rakonitz und Gerichtsbezirk Neustraschitz. 1868 wurde die Gemeinde dem Bezirk Schlan zugeordnet. Die Brauerei Srbeč wurde 1890 zugunsten der Brauerei Toužetín stillgelegt und abgerissen. An ihrer Stelle entstand 1892 eine Hopfendarre. Im Jahre 1932 hatte Srbeč 540 Einwohner. Zum Ende des Zweiten Weltkrieges legte die Wehrmacht in den Wäldern an der Straße nach Hříškov ein großes Munitionsdepot mit 500 Wagenladungen an. Am 18. April 1945 griffen Tiefflieger auf der Straße zwischen Bdín und Srbeč einen Kohlen-LKW der Protektoratsbahn aus Schlan an; dabei starb der Fahrer und seine beiden Mitfahrer wurden verletzt. 1949 wurde Srbeč dem Okres Nové Strašecí zugeordnet, seit dessen Aufhebung im Jahre 1960 gehört die Gemeinde zum Okres Rakovník. Am 1. Jänner 1980 erfolgte die Eingemeindung von Bdín, Kalivody, Milý, Dučice und Přerubenice. Sämtliche Ortsteile lösten sich zum 24. November 1990 wieder von Srbeč los.

## Gemeindegliederung
Für die Gemeinde Srbeč sind keine Ortsteile ausgewiesen. Zu Srbeč gehören die Einschichten Pod Lipou, Spálený Mlýn und Duhová Chaloupka.

## Sehenswürdigkeiten

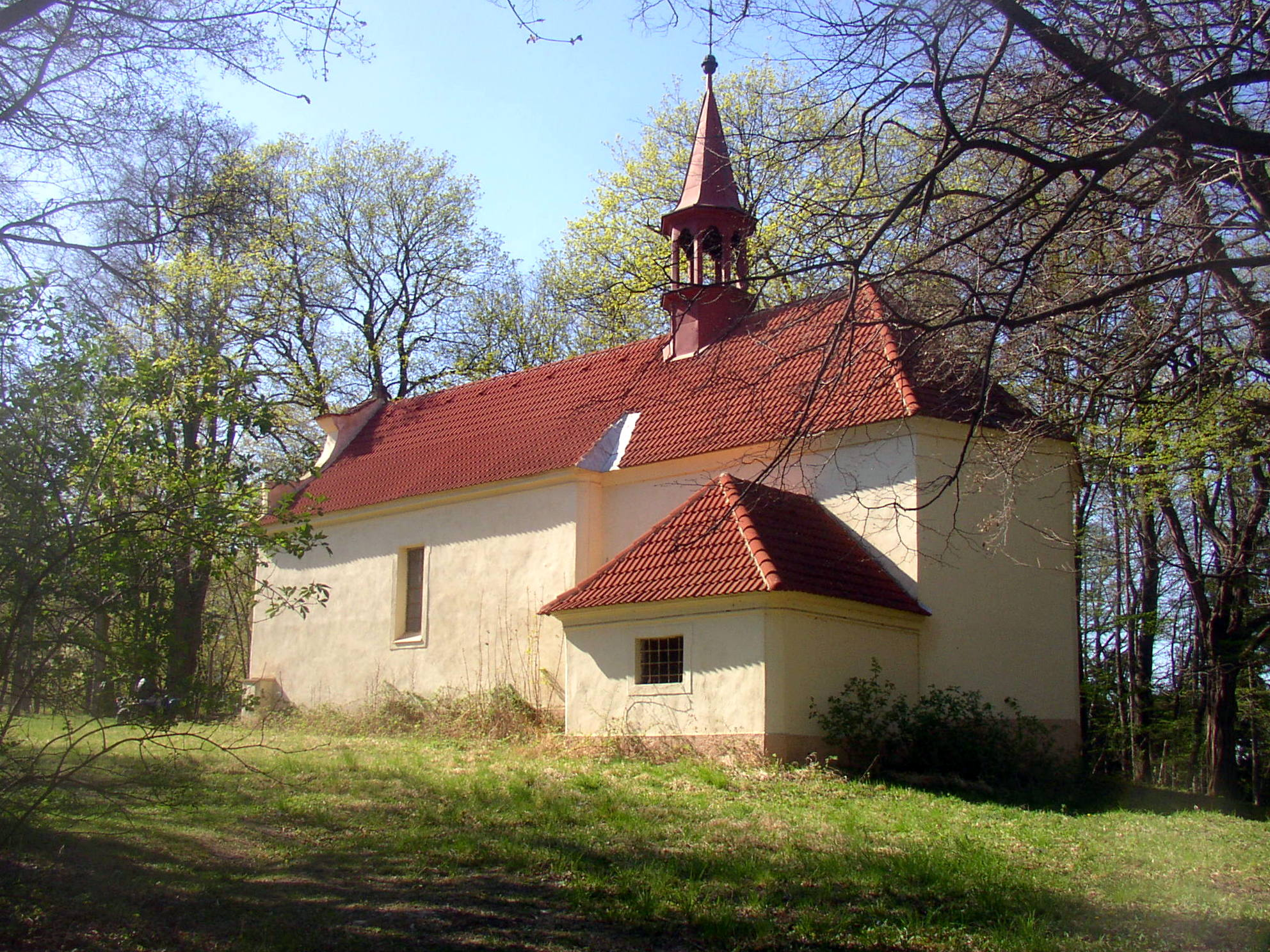
Wallfahrtskirche der hl. Dreifaltigkeit

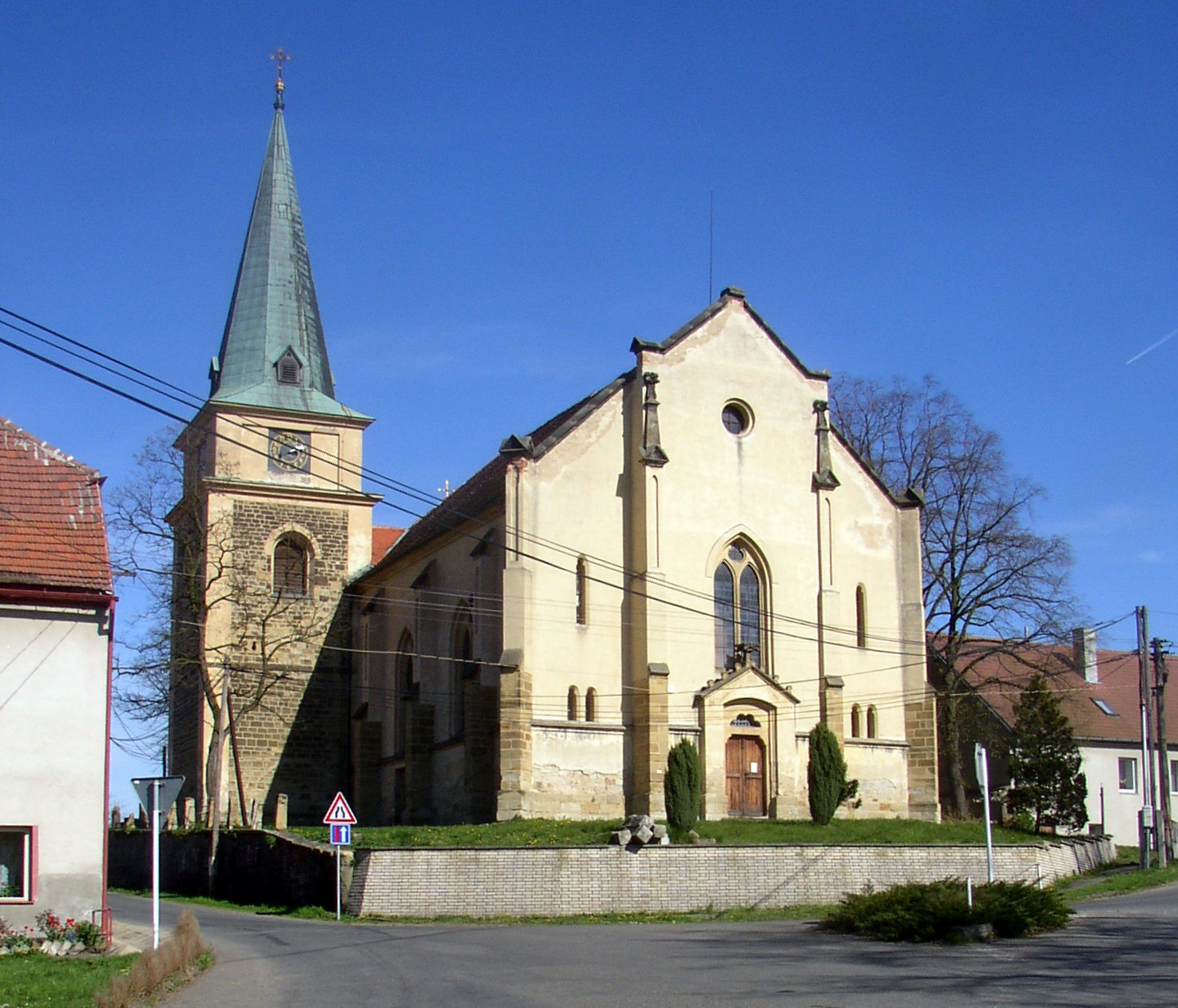
Kirche Jakobus d. Ä.

- Kirche sv. Jakuba Většího (Kirche des Heiligen Jakob der Große) auf einem erhöhten Platz im östlichen Teil des Dorfes. Der einschiffige gotische Bau entstand im 14. Jahrhundert. Ihre erste schriftliche Erwähnung stammt aus dem Jahr 1364. In der Kirche befinden sich die Grabstätten von Getřich Reycha von Reycha († 1575) und Adam Hruška von Březno, Citolib und Selmitz († 1581) sowie ein großes Ölgemälde von Adam Hruška mit seiner Frau und den sechs Söhnen. Seit dem 17. Jahrhundert erfolgten zahlreiche Umbauten. Zwischen 1877 und 1880 wurde das Schiff im neogotischen Stil verlängert. Neben der Kirche steht ein 24 m hoher Glockenturm aus Quadersteinen mit drei Glocken. Der ältere Teil der Kirche ist aus Sandstein, der Choranbau aus Pläner errichtet.
- Auf einem Plateau südlich von Srbeč steht die Wallfahrtskirche Nejsvětější Trojice (Kirche der Heiligen Dreifaltigkeit). Sie wurde im 16. Jahrhundert erbaut und 1673 erstmals erwähnt. Im 17. Jahrhundert wurde die Kapelle barock umgestaltet, ihr heutiges Aussehen erhielt sie beim Umbau von 1896.
- Schlösschen Srbeč, es entstand in der zweiten Hälfte des 17. Jahrhunderts an Stelle der im Dreißigjährigen Krieg ruinierten mittelalterlichen Feste. Nach dem Verlust seiner Funktion als Herrensitz wurde es als herrschaftliches Beamtenwohnhaus in den Meierhof integriert. Heute gehört das Gebäude der Bürgervereinigung Dobromysl.
- Geschützte Eiche am nordwestlichen Ortsrand
- Gedenkstein für Jindřich Coufal beim Hájkovský rybník an der Straße nach Bdín, der Kraftfahrer der BMB-ČMD wurde am 18. April 1945 bei einem Tieffliegerangriff getötet.
- Keller hinter dem Haus Nr. 49, der im Sandstein ausgehauene ungewöhnlich große Keller diente wahrscheinlich als Bierkeller der Brauerei. Er befindet sich heute auf einem Privatgrundstück und ist nicht öffentlich zugänglich.

## Sport
Srbeč hat eine Fußballmannschaft mit dem Namen Sokol Srbeč (Srbečer Falken).